# Лазарос Цавдаридис
Лазарос Георгиу Цавдаридис (на гръцки: Λάζαρος Γεωργίου Τσαβδαρίδης) е гръцки политик от Нова демокрация.

## Биография
Лазарос Цавдаридис е роден на 11 август 1970 година в македонския град Бер, Гърция. По произход е от понтийски род от берското село Вещица и от Лутрос. Завършва право и става адвокат. Избран е от Иматия за депутат от Нова демокрация на изборите в 2007 и 2012 година. От ноември 2012 година е заместник-секретар на парламентарната група на Нова демокрация.